# Операция «Дэдстик»
Операция «Дэ́дстик» (англ. Deadstick landing; термин «дэ́дстик» в британской авиации — это посадка с выключенным (неработающим) двигателем), известна также как Операция «Coup de Main» — кодовое название операции, осуществлённой 6 июня 1944 года британским воздушным десантном в ходе высадки в Нормандии во время Второй мировой войны. Её целью был захват невредимыми и удержание двух стратегически важных автомобильных мостов через Канский канал и реку Орн. 
Эта миссия была ключевой составляющей успеха операции «Тонга», высадки британского воздушного десанта в Нормандии. Если бы противник успел уничтожить мосты, то 6-я воздушно-десантная дивизия оказалась бы отрезанной от остальных войск Союзников двумя водными преградами. А если бы немцы сумели их удержать, то могли бы перебросить по ним свои танковые дивизии и нанести удар по высаживающимся войскам.
Задача была успешно выполнена штурмовой группой, которая представляла собой усиленную роту «D» 2-го батальона Оксфордширского и Букингемширского полка лёгкой пехоты 6-й воздушно-десантной бригады 6-й воздушно-десантной дивизии, состоявшей из шести пехотных и одного приданного сапёрного взвода королевских инженеров при поддержке роты 7-го парашютного батальона. Штурмовую группу из Англии непосредственно к мостам доставили в темноте с исключительной точностью шесть планёров Airspeed Horsa. Рота подкрепления была высажена на парашютах. При десантировании до 60 % её личного состава и бо́льшая часть снаряжения были рассеяны на значительной площади. Поэтому до подхода основных сил с побережья британские десантники с трудом отбивали атаки моторизованных частей вермахта, испытывая существенный недостаток в живой силе и тяжёлом вооружении.

## Предыстория
На этапе планирования операции «Нептун» командованием сил союзников было решено высадить на парашютах и планёрах 6-ю воздушно-десантную дивизию между реками Орн и Див в районе города Кан с целью прикрытия левого фланга зоны вторжения. Эта операция под кодовым названием «Тонга» включала в себя нейтрализацию батареи крупнокалиберных орудий в Мервиле, угрожавшей высадке 3-й британской пехотной дивизии на участке побережья «Сорд». Кроме того, было необходимо уничтожить несколько мостов через реку Див, чтобы не допустить перемещения по ним немецких войск, и освободить несколько населённых пунктов. После достижения целей операции 6-й воздушно-десантной дивизии предписывалось удерживать захваченный плацдарм до подхода основных сил с побережья. Для того, чтобы обеспечить беспрепятственную переправу своих войск через реку Орн и идущий параллельно с ней Канский канал и, вместе с тем, предотвратить фланговые удары немцев по морскому десанту союзников было необходимо захватить невредимыми и удерживать два стратегически важных автомобильных моста через эти водные преграды. В дальнейшем захваченный десантниками плацдарм планировалось использовать для выхода британцев на оперативный простор и развития наступления в восточном направлении.

### Мосты
Мосты находятся всего в нескольких сотнях метров друг от друга и изначально назывались по именам соседних коммун Бенувильским и Ранвильским. По ним пролегала автодорога — единственный в восточном направлении выход на оперативный простор для британских войск, высаживающихся на пляже «Сорд». По данным разведки мосты были хорошо защищены немцами, тщательно охранялись и были заминированы для уничтожения. После захвата требовалось их удерживать, отбивая контратаки, до подхода основных сил — коммандос и пехоты с места высадки на побережье.
Бенувильский мост перекинут через Канский канал, а Ранвильский к востоку от него пересекает реку Орн. Оба они находятся в 8 км от морского побережья. Автодорога, соединяющая две соседние коммуны, проходит по этим мостам и ведёт далее на восток к реке Див. Бенувильский мост длиной 58 м и шириной 3,7 м является откатно-раскрывающимся, что обеспечивает единственный проход для морских судов в порт города Кан. Рядом располагается небольшой павильон управления приводами моста. Канал имеет глубину 8,2 м и ширину 46 м. Вдоль его каменно-земляных берегов высотой 1,8 м на всём протяжении проложены узкие дорожки, покрытые тармаком. Полоса земли между мостами шириной около 500 м преимущественно заболочена, изрезана канавами и ручейками. Ранвильский мост длиной 110 м и шириной 6,1 м вплоть до 1970-х годов мог поворачиваться вокруг центральной опоры, чтобы пропускать суда, идущие по реке Орн. Её ширина составляет 49—73 м, средняя глубина — 2,7 м, а колебания уровня воды в прилив и отлив — 4,9—2 м. Берега илистые средней высотой около 1,1 м. По ним тянутся дорожки шириной 2,4—3 м, соединяющие между собой множество небольших строений, расположенных вдоль реки.
Мосты охраняли около 50 человек под началом майора Ганса Шмидта, командный пункт которого находился в Ранвиле, в 1,9 км к востоку от реки Орн. Оборону моста через Канский канал составляли, на западном берегу — три пулемётных гнезда, а на восточном ещё одно в паре с противотанковым орудием. К северу от них располагались ещё три пулемётных гнезда и бетонный дот. К югу находилась вышка ПВО, вооружённая зенитными пулемётами. Мост через реку Орн обороняли, на восточном берегу с южной стороны — дот с противотанковым и зенитным орудиями, а с северной — два пулемёта. По берегам от обоих мостов протянулась система блиндажей и окопов, укреплённых мешками с песком.
Чтобы воспрепятствовать высадке воздушного десанта командующий группой армий «B» генерал-фельдмаршал Эрвин Роммель приказал на полях и лугах Нормандии вкопать торчком несколько миллионов заострённых брёвен высотой 4—5 м с шагом 25—30 м, так называемую «роммелеву спаржу»(нем. Rommelspargel). Поскольку немцы ожидали основные десанты союзников у себя в тылу, в районе побережья таких заграждений было относительно немного. Тем не менее, аэрофотоснимки показывали некоторое количество «роммелевой спаржи» в районе мостов, что вызывало особую обеспокоенность британских десантников.

### Силы вермахта
Подразделение майора Ганса Шмидта входило в 736-й моторизованный полк 716-й пехотной дивизии вермахта, которая имела постоянную дислокацию в Нормандии с июня 1942 года и отвечала за оборону участка Атлантического вала протяжённостью 34 км. Её восемь пехотных батальонов были плохо вооружены разнотипным оружием иностранного производства и укомплектованы призывниками из Польши, СССР и Франции, которыми командовали немецкие офицеры и унтер-офицеры.

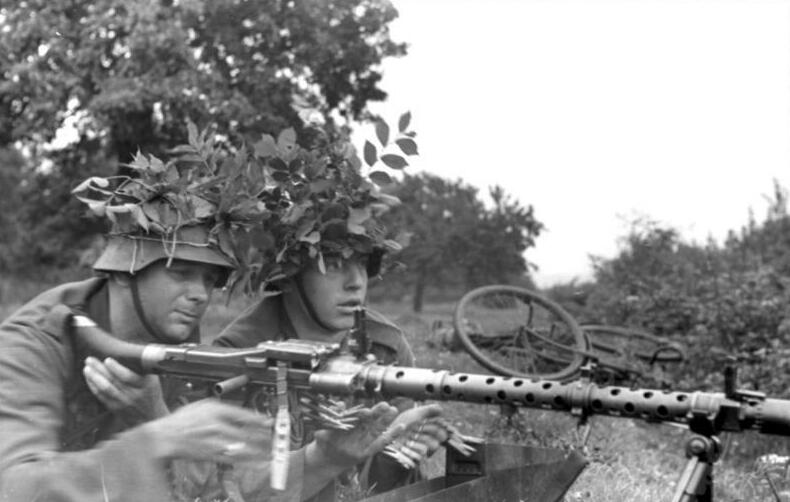
Немецкие солдаты с пулемётом MG 34.

Другая дивизия, 21-я танковая, была дислоцирована в этом районе в мае 1944 года. Она была подразделением, заново сформированным на основе недавно разгромленного Африканского корпуса генерал-фельдмаршала Эрвина Роммеля. В целом, несмотря на парк разнотипной и устаревшей бронетехники, дивизия была весьма боеспособной, поскольку большинство её офицеров и часть рядовых (всего около 2000 человек) были ветеранами, закалёнными сражениями в Северной Африке.
125-й моторизованный полк — ближайшее к мостам крупное соединение из состава дивизии — размещался в Вимоне к востоку от Кана. Его командир полковник Ганс фон Люк тренировал свой полк противостоять вторжению с моря — он наметил вероятные точки высадки противника, маршруты выступления полка, места для отдыха и заправки топливом, а также позиции для зенитных орудий. Кроме того, к западу от мостов, в Кероне, стоял батальон 192-го моторизованного полка. Ещё немного поодаль располагались 12-я танковая дивизия СС «Гитлерюгенд» в Лизьё и Танковая учебная дивизия в Шартре, — обе менее чем в одном дне пути от места действия.
Немцы знали о том, что вторжение неизбежно, однако в начале июня 1944 года чувствовали себя достаточно уверенно и спокойно, поскольку 4 числа на море поднялся крепкий ветер, исключавший какие-либо десантные операции на побережье. По прогнозу парижского метеорологического бюро люфтваффе, такая непогода должна была продлиться ещё две недели. Поэтому множество командиров вермахта отбыло на штабные учения в Рен, а большое число военнослужащих было отпущено в увольнительные. Сам генерал-фельдмаршал Роммель вернулся на несколько дней в Германию, чтобы отпраздновать день рождения супруги, а также встретиться с Адольфом Гитлером в попытке получить больше танков для своих армий. Однако немцы не знали о кратковременном улучшении прогноза на 6 июня, поскольку им не хватало данных метеонаблюдений из-за господства союзников по всей Атлантике. Этим преимуществом воспользовался верховный главнокомандующий союзными войсками в Европе генерал Эйзенхауэр, отдавая приказ о начале высадки в Нормандии.

### Приготовления британцев
Командующий 6-й воздушно-десантной дивизией генерал-майор Ричард Гейл считал тактику coup de main планёрным десантом единственно возможным вариантом захватить мосты невредимыми. Он приказал бригадиру 6-й воздушно-десантной бригады Хью Киндерсли отобрать лучшую роту для этой задачи. Тот выбрал роту «D» второго батальона Оксфордширского и Букингемширского полка лёгкой пехоты под командованием майора Джона Говарда и его заместителя капитана Брайна Придея (англ. Brian Priday), как наиболее подготовленную в своём батальоне для ведения уличных боёв. Десантники этого подразделения проходили усиленные тренировки с использованием боевых патронов в руинах городских кварталов, оставшихся после вражеских бомбардировок.
Предполагая, что вторжение начнётся ночью, майор Говард даже изменил привычный режим бодрствования и сна своих бойцов, чтобы подготовить их к сражению в тёмное время суток. В течение многих недель они просыпались в 20:00 и проводили ночь на учениях, или выполняя повседневные обязанности, прежде чем лечь спать в 13:00. Для проверки боеготовности генерал-майор Гейл провёл учебный захват мостов, который показал, что рота слишком малочисленна для такой задачи. По его распоряжению, Говард отобрал из роты «B» ещё два взвода под командованием лейтенантов Денниса Фокса и Сэнди Смита. Кроме того, для разминирования мостов роте «D» было придано 30 сапёров 249-й воздушно-десантной полевой роты Королевских инженеров под командой капитана Джока Нильсона (англ. Jock Neilson). План штурма был скорректирован с учётом участия шести взводов: каждый из мостов должны были одновременно атаковать по три пехотных взвода, чтобы преодолеть сопротивление охраны, в то время как задача сапёров состояла в поиске и обезвреживании любых взрывных устройств.

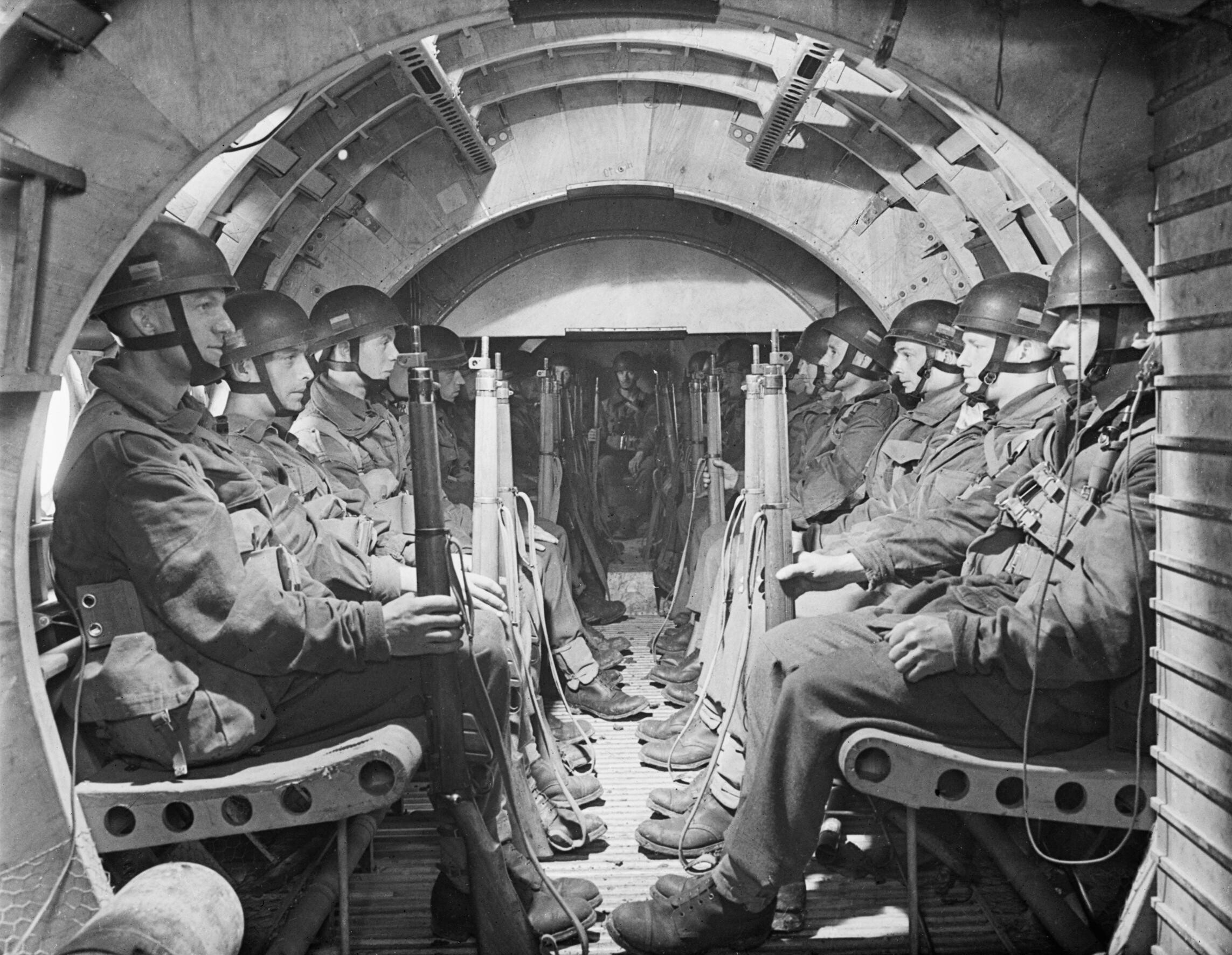
Десантная кабина планёра «Хорса», вид со стороны кабины пилотов.

Доставку десанта организовали на шести планёрах «Эрспид Хорса», которые пилотировали 12 лётчиков (по два на планёр) эскадрильи «C» Полка пилотов планёров. Летательные аппараты, имевшие размах крыльев 27 м, длину — 20 м и максимальную грузоподъёмность — 7140 кг, могли принять на борт 28 вооружённых десантников.
В окрестностях Эксетера в Юго-Западной Англии были найдены два моста через Эксетерский судоходный канал, аналогичные тем, что предстояло захватить в Нормандии. В течение шести дней и ночей рота майора Говарда тренировалась штурмовать их. Вместе с тем шла интенсивная подготовка экипажей планёров, которые отрабатывали посадку на коротких полосах, пилотирование по приборам с отсечкой смены курса по секундомеру, а также в специальных очках с сильным затемнением для имитации ночного полёта. К маю 1944 года пилоты совершили 54 самолётовылета днём и ночью в любую погоду.
Только 2 мая 1944 года майору Говарду были сообщены все детали операции — ему было приказано сразу после полуночи Дня «Д» (англ. D-Day) высадиться на планёрах возле мостов через реку Орн в Ранвиле и через Канский канал в Бенувиле, захватить их невредимыми и удерживать до подхода подкреплений. Первой его команду должна была усилить рота десантников, которую планировали высадить на парашютах неподалёку. По завершении же десантирования и прибытии всего 7-го парашютного батальона, Говарду предписывалось передать руководство обороной мостов его командиру подполковнику Ричарду Джеффри Пайн-Коффину. Высадка морского десанта 3-й пехотной дивизии на пляже «Сорд» была запланирована в 6:00 того же дня, после чего 1-й бригады коммандос должна была наступать к мостам и прибыть туда к 11:00.
В конце мая 1944 года рота «D» передислоцировалась из лагеря в Булфорде, графство Уилтшир, на базу Королевских ВВС Тэррент Руштон в Дорсете, где были приняты беспрецедентные меры повышенной секретности — десантникам были запрещены какие-либо контакты с внешним миром, включая увольнительные и переписку с родственниками. После этого майор Говард детально проинструктировал своих бойцов, раздав им фотографии мостов, а также представив макет местности предстоящей операции.
Майор Говард рассчитывал, помимо личного состава, захватить с собой большое количество боеприпасов, сапёрного снаряжения, а также лёгкие алюминиевые штурмовые лодки и складные лестницы, которые могли пригодиться для переправы, если бы немцам удалось уничтожить один или оба моста. Однако командир пилотов штаб-сержант Джим Уолворк предупредил его, что в таком случае планёры будут опасно перегружены. Говард решил взять только по одной лодке на каждый борт и оставить на базе по два человека из каждого взвода. В последний момент боец одного из взводов выбыл, получив травму. Заменить его добровольцем вызвался военврач Королевского армейского медицинского корпуса капитан Джон Воган (англ. John Vaughan), имевший опыт десантирования с парашютом.
5 июня 1944 года были завершены последние приготовления к операции. Каждому десантнику было выдано личное оружие и боекомплект, а также по девять ручных гранат. Пулемётчики вместо гранат несли по четыре магазина к ручному пулемёту «Bren». Кроме того, для борьбы с бронетехникой противника в арсенале десантников имелись гранаты Гэммона и гранатомёты PIAT. Каждый взвод также был вооружён 2-дюймовым миномётом и оснащён переносной радиостанцией для связи с подкреплениями. Непосредственно перед посадкой в планёры радистам были сообщены кодовые слова: Хэм (Ham с англ. — «ветчина») означало, что невредимым захвачен мост через канал, а Джем (Jam с англ. — «джем, варенье») — через реку. Разрушение в результате захвата моста через канал следовало сигнализировать кодовым словом Джек (Jack с англ. — «рычаг, домкрат»); Лард (Lard с англ. — «лярд; свиное сало») полагалось транслировать, если аналогичная судьба постигнет речной мост.

## Ход боевых действий

### Десантирование

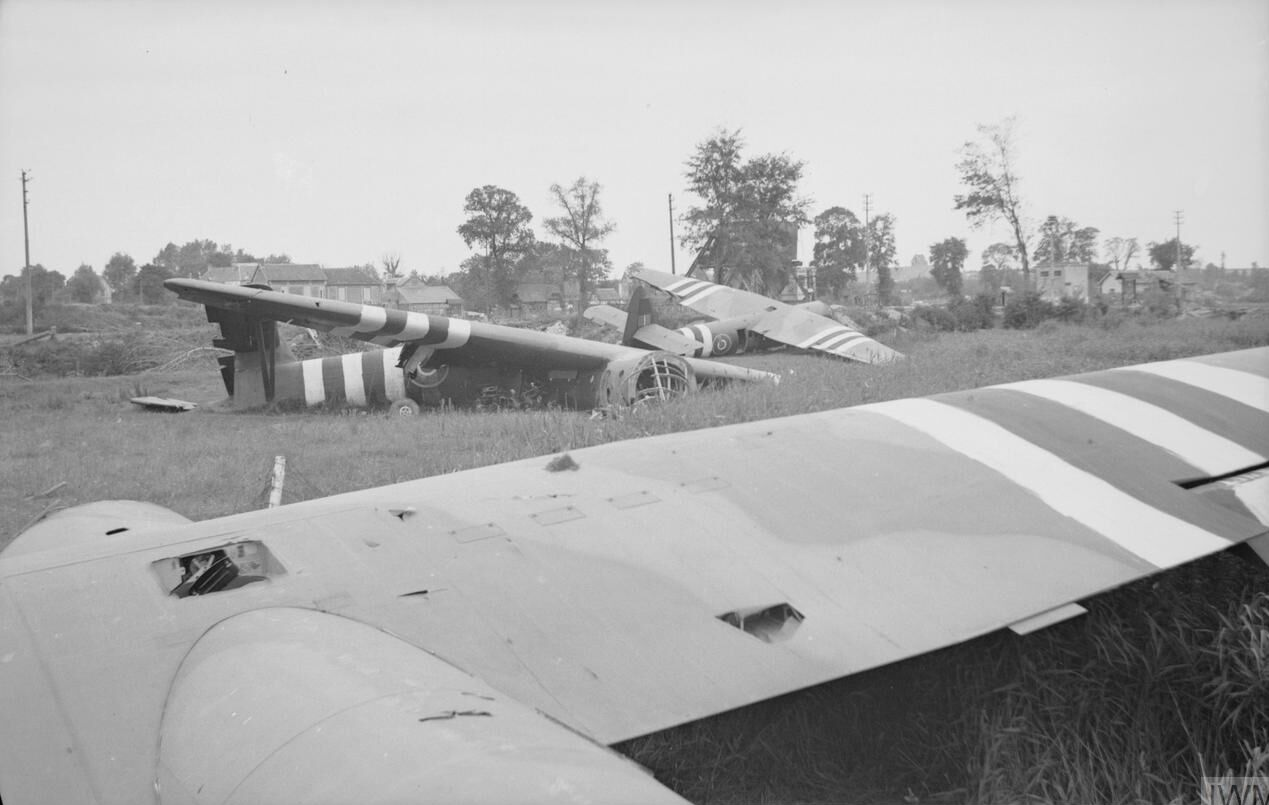
Три планёра возле Канского канала.
Мост закрыт деревьями на заднем плане.

5 июня 1944 года в 22:56 шесть планёров, буксируемых бомбардировщиками Галифакс, взлетели с интервалом одна минута с базы Королевских ВВС Тэррент Руштон. «Horsa» № 1, первый из направлявшихся к Канскому каналу, нёс на своём борту майора Говарда и взвод лейтенанта Дэна Бразериджа, № 2 — взвод лейтенанта Дэвида Вуда, третий — взвод лейтенанта Сэнди Смита. Капитан Придей со взводом лейтенанта Хупера направлялся к речному мосту на планёре № 4. За ним следовали «Horsa» № 5, транспортировавший взвод лейтенанта Денниса Фокса, и № 6 со взводом Тода Свини. В каждом планёре находилось по 5 королевских инженеров. На высоте 2100 м бомбардировщики пересекли Ла-Манш. По воспоминаниям участников, подбадриваемые Говардом, десантники на борту первого планёра пели всю дорогу до момента расцепления с буксирами, которое произошло в 7 минут пополуночи 6 июня 1944 года над береговой линией Нормандии. .
Дальнейший полёт пилоты-планеристы осуществляли по приборам, отсчитывая время до следующего манёвра по секундомеру, хотя по воспоминаниям их командира штаб-сержанта Джима Уолворка, темнота не была полной — он даже мог различать в лунном свете отблеск вод реки Орн и Канского канала. Когда планёр № 1 под его управлением коснулся поверхности небольшого поля треугольной формы возле мостов, перегруженная машина двигалась со скоростью около 153 км/ч (95 миль в час) — слишком быстро для посадки. Но, хотя от удара сломались все три стойки шасси, её подбросило в воздух, что позволило пилотам, выпустив тормозной парашют, погасить скорость до приемлемых 136 км/ч (85 миль в час). После этого планёр упал на «брюхо», заскользил по полю и в 00:16 остановился, врезавшись в заграждение из колючей проволоки вокруг Бенувильского моста. При этом оба пилота вылетели вперёд на землю сквозь разбитое остекление кабины, однако серьёзно не пострадали. Таким образом, они стали первыми военнослужащими союзников, ступившими, хотя и в оглушённом состоянии, на оккупированную территорию Франции в ходе Нормандской операции.
Через минуту недалеко от первого приземлился планёр № 2. Как воспоминал его пилот, Оливер Боленд (англ. Oliver Boland):

Я грохнулся [со своим планёром] на землю со всей силы, и мы понеслись [по полю], разваливаясь по пути, но сумели остановиться.Оригинальный текст (англ.)I dropped to the ground with an almighty crash, and we crashed along and managed to stop.— 
Ещё через минуту, «Horsa» № 3 коснулся земли прямо позади второй машины и тут же от удара подскочил в воздух, перелетел через неё, чудом избежав столкновения и неминуемой гибели людей на обоих бортах. Он упал, разломившись пополам, между планёрами № 1 и № 2. Несколько человек вылетели из него наружу. Один из них, пулемётчик «Брен» младший капрал Фред Гринхолф (англ. Fred Greenhalgh), упал в близлежащий пруд и утонул там — единственный, кто погиб при посадке. Десантники всех трёх планёров оставались оглушёнными считанные минуты. После чего, придя в себя, в высыпали из разбитых летательных аппаратов и бросились в атаку, в соответствии с планом операции: взводы Бразериджа и Смита — на мост, а Вуда — на вражеские окопы к северо-востоку от него.

### Штурм мостов

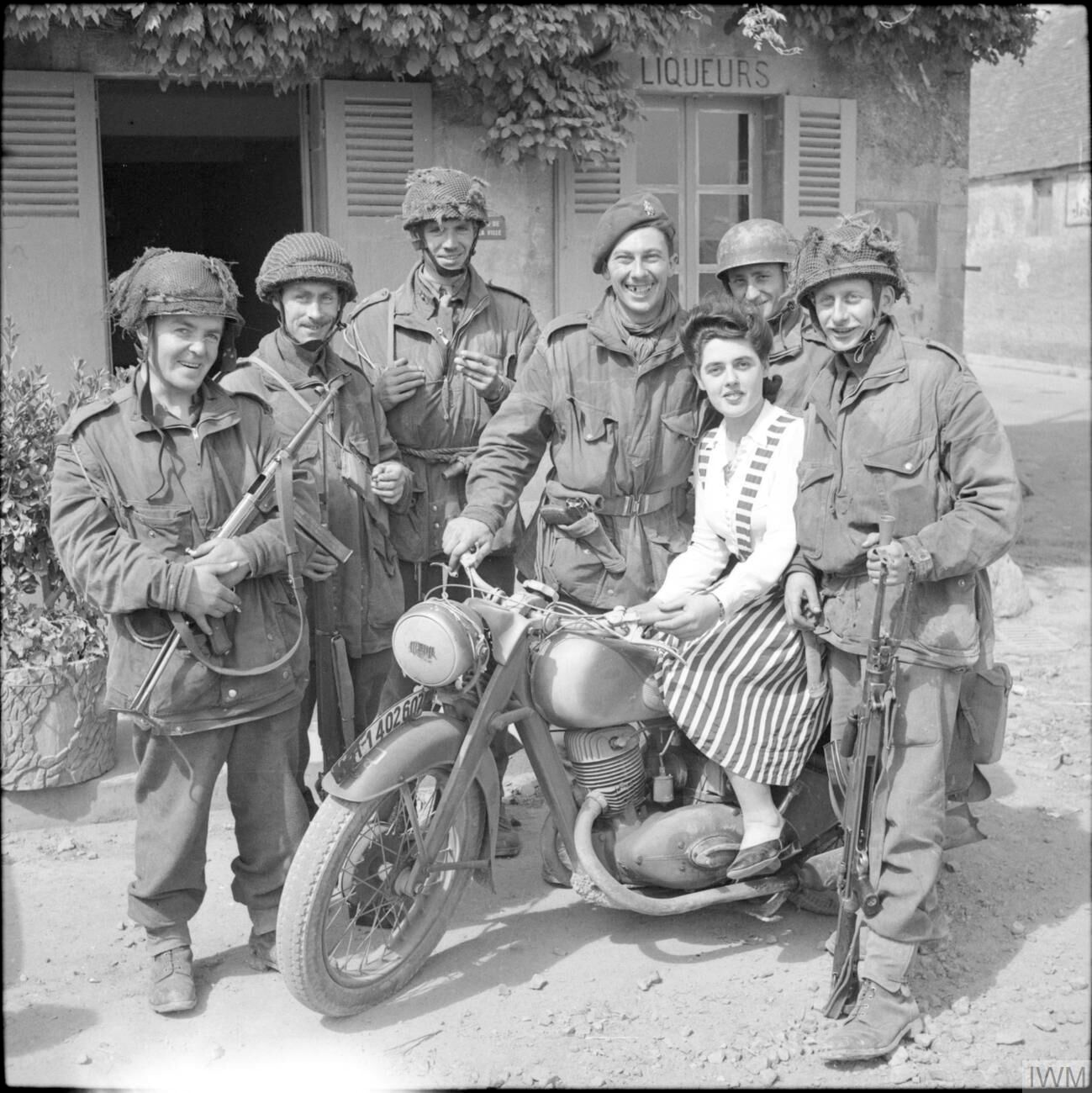
Жительница Нормандии и британские десантники-планеристы, 15 июня 1944 года.
Слева рядовой Масти (Musty) вооружён трофейным пистолет-пулемётом MP 40.

В момент высадки на посту было только двое часовых, поскольку майор Шмидт, командующий охраной мостов, не приводил своих солдат в полную боеготовность. Хотя ему была поручена одна из критически важных точек обороны Нормандии, он, как и всё немецкое командование, полагался на неточный прогноз погоды и не ожидал в ту ночь начала вторжения. Охрана мостов так привыкла к грохоту падения обломков самолётов Союзников, сбитых ПВО, что немцы не обратили особого внимания на громкий шум посадки безмоторных планёров.
Часовые всполошились лишь, когда взвод лейтенанта Бразериджа начал штурм, — один, услышав выстрелы, пустился наутёк с криком: «Парашютисты!» (нем. Die Fallschirmjäger!). Второй поднял тревогу, выпустив сигнальную ракету, и был тут же застрелен Бразериджем. Одновременно бойцы его взвода забросали близлежащий дот и окопы противника гранатами. По тревоге немецкие пулемётчики открыли огонь по людям на мосту, ранив Бразериджа в тот момент, когда он бросал в них гранату. Тем не менее, его бросок достиг цели и заставил замолчать одно из пулемётных гнёзд. Второе было тут же подавлено огнём из ручных пулемётов Bren. Взвод № 1 пересёк мост, чтобы занять оборону на его западной стороне. В месте с тем королевские инженеры из первого планёра осуществляли поиски взрывных устройств в конструкциях моста, перерезая любые провода, которые могли вести к детонаторам. Вслед за ними, перестреливаясь набегу с немцами, мост пересёк взвод № 2. При это его командир лейтенант Смит был ранен осколком гранаты. Оба взвода с помощью гранат и пистолет-пулемётов «STEN» очистили от противника окопы и блиндажи, и к 00:21 сопротивление защитников моста на западном берегу полностью прекратилось. Осматривая место боя, бойцы Бразериджа обнаружили своего командира смертельно раненым. Вскоре он скончался, став первым военнослужащим Союзников, погибшим от вражеского огня в ходе высадки в Нормандии. На восточном берегу взвод № 3 лейтенанта Вуда очистил окопы и блиндажи, не встречая особого сопротивления. Сам Вуд был ранен в ногу пулемётным огнём в тот момент, когда отдавал приказ атаковать позиции противника. Таким образом, командиры всех трёх взводов штурмовавших Бенувильский мост были ранены или убиты. После атаки роты «D» из немецкой охраны уцелел только унтер-офицер Вебер (нем. Weber), который добежал до Бенувиля и доложил, что мост захвачен.
Ранвильский мост первым атаковал взвод лейтенанта Фокса, благополучно приземлившийся в 00:20 на планёре № 5 в 300 м от цели. Как только его десантники приблизились к немецким позициям, те открыли огонь из пулемёта MG 34. Взвод ответил выстрелом из 2-дюймового миномёта и поразил огневую точку прямым попаданием. После этого они пересекли мост, не встречая сопротивления. В 00:21 планёр № 6 приземлился в 700 м от моста. Лейтенант Свини оставил одно отделение своего взвода на западной стороне, а с остальными десантниками пересёк реку, чтобы занять оборону на восточной. Планёр № 4 так и не появился у мостов, и о его судьбе ещё ничего не было известно.
Майор Говард на скорую руку оборудовал свой командный пункт в захваченном блиндаже на восточном берегу канала. Как только стало ясно, что Ранвильский мост взят, а угрозы взрыва мостов нет, он приказал радистам передавать в эфир кодовые слова «Хэм» и «Джем», чтобы сообщить десантникам-парашютистам своей дивизии об успехе штурма. Взводу лейтенанта Фокса было приказано занять передовую оборонительную позицию к западу от мостов у перекрёстка дорог на Бенувиль и Ле-Порт. Капитан королевских инженеров Нильсон доложил Говарду, что хотя немцы и подготовили мосты к уничтожению, но не снарядили их взрывчаткой, которая была обнаружена на складе неподалёку. Как выяснилось позднее, майор Шмидт и имел приказ взорвать оба моста в случае угрозы захвата, однако начать устанавливать заряды он имел право только по прямому распоряжению Верховного главнокомандования вермахта, которого так и не последовало.

### 7-й парашютный батальон
Почти одновременно со штурмовой группой майора Говарда авианаводчики 22-й независимой воздушно-десантной роты Корпуса армейской авиации приземлились на парашютах к востоку от мостов между реками Орн и Див. С ними вместе, в сопровождении небольшой команды, высадился бригадир Найджел Питт, командующий 5-й парашютной бригады. Потеряв после приземления в темноте ориентацию, Питт двинулся в сторону мостов на звук автоматных очередей лейтенанта Бразериджа, собирая всех десантников, кого только смог обнаружить по дороге. В 00:50 уже вся 6-я воздушно-десантная дивизия начала высадку с самолётов на площадки приземления, обозначенные авианаводчиками, однако из-за ряда ошибок наведения парашютисты и всё их тяжёлое вооружение были рассеяны по значительной территории. К 01:10 на площадке приземления 7-го парашютного батальона собралось лишь 40 % личного состава — около ста человек. Поскольку его подразделение было единственным подкреплением роты «D», подполковник Пайн-Коффин решил не дожидаться остальных и поспешил на защиту позиций к западу от Канского канала. Из-за потери парашютистами при десантировании не только всех пулемётов и миномётов, но и радиостанций, майор Говард не получил от них ответа на свои позывные. Тогда, чтобы помочь им найти в темноте путь к мостам, он начал подавать своим свистком условный сигнал — букву «V» азбукой Морзе.

Первым у мостов в 00:52 появился бригадир Питт вместе с солдатами, собранными им по дороге. В тот момент, когда Говард докладывал ему обстановку, со стороны Бенувиля и Ле-Порта послышался шум грузовиков и бронетехники противника. Примерно в это же время майор Шмидт решил лично выяснить, что происходит на вверенных ему объектах, и направился к ним со стороны Ранвиля. Когда на своём бронетранспортёре SdKfz 250 с мотоциклетным эскортом он, сам того не подозревая, пересекал на высокой скорости передовую позицию роты «D», десантники открыли огонь. Убив мотоциклиста и вынудив полугусеничную машину съехать с дороги, они захватили Шмидта и его водителя в плен.

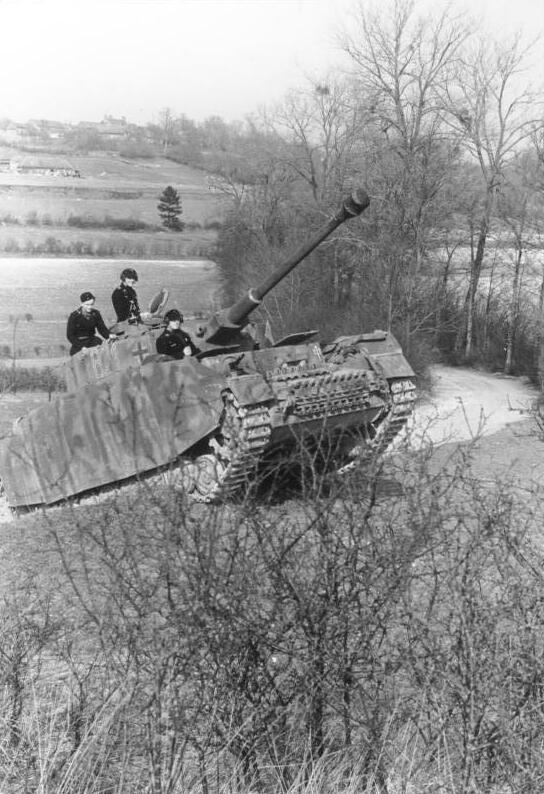
Танк PzKpfw IV, аналогичный уничтоженному возле Канского канала.

В 01:20 командиру 716-й пехотной дивизии, генерал-лейтенанту Вильгельму Рихтеру доложили о высадке парашютистов и захвате мостов невредимыми. Первым делом он связался с генерал-майором Эдгаром Фойхтингером, командиром 21-й танковой дивизии, и приказал ему атаковать район десантирования противника. Но, хотя танки Фойхтингера и были предназначены для поддержки 716-й дивизии, они также являлись частью бронетанкового резерва, который подчинялся только приказам Верховного главнокомандования — ни одно его танковое подразделение не могло двинуться в бой без прямого распоряжения Адольфа Гитлера. Фюрер в тот момент спал, а приближённые не решились его будить. Поэтому, когда в 01:30 вести о высадке воздушного десанта достигли 125-го моторизованного полка, полковник фон Люк лишь выдвинул его к сборным пунктам к северу и востоку от Кана и остановился там в ожидании дальнейших приказаний.
Ближайшее к Бенувильскому мосту крупное немецкое соединение, 2-й батальон 192-го моторизованного полка, находилось в Кероне. Генерал Фойхтингер приказал ему отбить мосты и затем атаковать площадки приземления парашютистов, которые, как он полагал, расположены к западу от них. В 02:00 2-й батальон двинулся к мостам с запада. С севера ему в помощь выступили 1-я противотанковая рота и часть 989-го батальона тяжёлой артиллерии. Как только первые танки PzKpfw IV показались с севера у перекрёстка, ведущего на мост, десантники подбили из единственного имевшегося в их распоряжении работоспособного гранатомёта PIAT передовую машину. У неё сдетонировал боекомплект, и остальные танки ретировались.
Первая рота 7-го парашютного батальона под командованием майора Найджела Тейлора (англ. Nigel Taylor) прибыла к мостам. Майор Говард приказал ему занять оборону к западу от канала в Бенувиле и Ле-Порте. Затем появился подполковник Пайн-Коффин и, выслушав доклад Говарда, перешёл в Бенувиль, где развернул свой командный пункт возле церкви. Имея в своём распоряжении около 200 человек, он расположил роты «A» и «C» в Бенувиле лицом к югу в направлении Кана, а роту «B» — в Ле-Порте лицом в направлении к Уистреаму (на север). Роте «D» было приказано находиться между мостами в резерве. В результате дальнейшей проверки окопов и блиндажей было обнаружено и захвачено в плен некоторое число военнослужащих противника.
В 03:00 8-я тяжёлая рота 192-го моторизованного полка при поддержке САУ Marder III, 20-мм автоматических зенитных орудий и миномётов, атаковала с юга позиции рот «A» и «C», несколько потеснив их. Однако прорвать оборону парашютистов немцам не удалось. Они окопались в Бенувиле в ожидании танковой поддержки. Весь остаток ночи противник тревожил позиции британских десантников миномётным и пулемётным огнём, а также периодическими вылазками малых групп, не приносивших результатов. Перед рассветом майор Говард собрал командиров своих взводов на совещание. Из-за боевых потерь среди офицеров взводами № 1, 2 и 3 теперь командовали капралы. Его заместитель, капитан Придей и взвод № 4 до сих пор не появились. Лишь во взводах № 5 и 6 лейтенантов Фокса и Свини наличествовал полный комплект офицеров и унтер-офицеров.
В 7:00, после интенсивной артподготовки началась высадка морского десанта на участке побережья «Сорд». С наступлением светового дня, немецкие снайперы в районе мостов начали выцеливать британцев, подвергая смертельному риску каждого, кто двигался по открытому пространству. Однако взвод № 1 роты Говарда быстро справился с этой угрозой, приспособив захваченную 75-мм противотанковую пушку для подавления снайперских позиций в Бенувиле, Шато де Бенувиле и окрестностях.
В 09:00 два немецких боевых катера появились у моста через канал со стороны Уистреама. Передовое судно открыло огонь из 20-мм пушки. Ответным выстрелом PIAT взвод № 2 поразил его рулевую рубку. Лишённое управления, оно врезалось в берег канала, а экипаж сдался в плен. Второй катер повернул назад в Уистреам. В 10:00 одиночный самолёт Junkers Ju 88 сбросил бомбу на Бенувильский мост, которая попала в цель, но не взорвалась.

### Полуденное сражение и воссоединение с главными силами

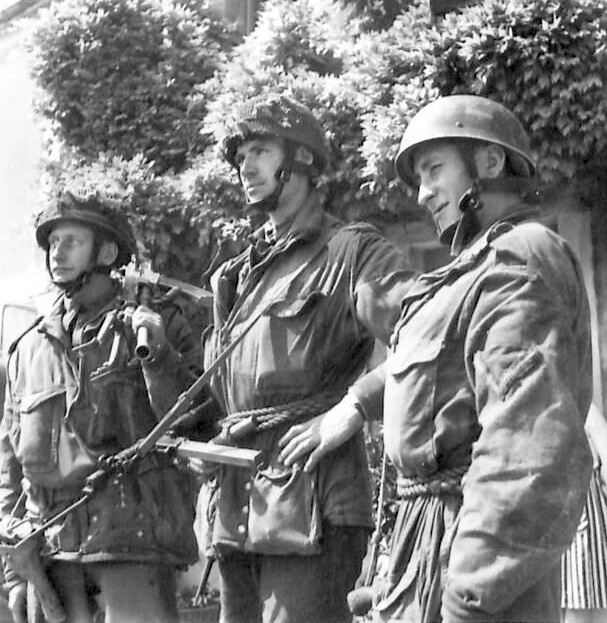
Капитан Придей (в центре, с пистолет-пулемётом STEN) и десантники с пропавшего планёра.

Ближе к полудню немцы получили танковое подкрепление. При поддержке их и миномётного огня 2-й батальон 192-го моторизованного полка возобновил наступление на позиции парашютистов в Бенувиле и Ле-Порте. 7-й парашютный батальон, всё ещё недосчитывавший многих своих бойцов, с трудом сдерживал натиск противника. Однако десантникам удалось подорвать гранатой Гэммона головной танк, который заблокировал собой дорогу — немецкое наступление захлебнулось. Всего из 17 брошенных в атаку единиц вражеской бронетехники 13 остались подбитыми на поле боя. Подполковник Пайн-Коффин ввёл в бой резерв — взвод № 1 роты «D» майора Говарда. Десантники-планеристы вошли в Бенувиль и, выбивая немцев из одного дома за другим, освободили его. Взводы № 5 и 6 также заняли позиции напротив кафе Гондре, расположенного в 20 метрах к западу от Бенувильского моста. К тому времени большинство бойцов 7-го парашютного батальона, заблудившихся при высадке, добрались до мостов, и три взвода бойцов майора Говарда возвратились к своей роте, стоявшей в резерве.
Только пополудни 21-я танковая дивизия получила разрешение атаковать высаживающихся Союзников. Полковник фон Люк приказал 125-му моторизованному полку двигаться к мостам с востока от реки Орн. Однако его колонна была быстро обнаружена, и в течение следующих двух часов практически полностью уничтожена авиацией и корабельной артиллерией союзников.
В 13:30 у мостов послышались звуки волынки Билла Миллина, личного музыканта лорда Ловата, командира 1-й бригады коммандо, прибывшей с побережья с опозданием на два с половиной часа против расчётного времени. Перейдя под огнём противника по мостам, коммандос присоединились к защищавшим их с востока частям 6-й воздушно-десантной дивизии. Несколько танков поддержки остались на стороне Бенувиля, укрепив его оборону, в то время как остальные вслед за коммандос пересекли канал и реку и заняли позиции там. В 15:00 со стороны Кана показалось небольшое судно с немецкой пехотой на борту. Взвод № 1 встретил его огнём из противотанкового орудия и со второго выстрела поразил в корму, принудив ретироваться обратно в Кан.
В 21:15 2-й батальон Королевского уорикширского полка 185-й пехотной бригады прибыл с пляжа «Сорд» и начал занимать оборонительные позиции на смену десантникам. Около полуночи майор Говард передал мосты в распоряжение Уорикширского полка и двинул роту «D» на соединение со своим батальоном, который сумел обнаружить в окрестностях Ранвиля только в 03:30. Там уже находился капитан Придей со взводом № 4, чей планёр, как выяснилось, отклонился на 13 км из-за ошибки пилотов самолёта-буксировщика. Они совершили посадку в Варавиле у реки Див, захватили тамошний мост, а затем весь день пробивались через немецкие позиции к Ранвильскому мосту, чтобы соединиться со своей ротой.

## Последствия
На 6 июня 1944 года Бенувиль был самой передовой точкой развития британского наступления в Нормандии. 9 июня 13 самолётов люфтваффе попытались штурмовать мосты, но британцы успели прикрыть их лёгкими и средними батареями ПВО — воздушная атака была отбита, так и не достигнув цели. Немцы, тем не менее, отчитались об уничтожении одного из мостов прямым попаданием.
В дальнейшем плацдарм вокруг мостов, захваченный 6-й воздушно-десантной дивизией, использовался как отправная точка множества операций. Так, 1-й корпус именно оттуда начинал попытку восточного охвата в рамках операции «Перч», позднее отбитую 21-й танковой дивизией вермахта. С него же планировалось фланговое наступление 8-го корпуса на Кан (Operation Dreadnought с англ. — «операция „Дредноут“»), позднее отменённое. В конце концов, с этого плацдарма начались наступательные операции «Атлантик» и «Гудвуд», нацеленные на уничтожение последних очагов сопротивления немцев в Кане, завершившие битву за город.
Первыми по окончании операции «Дэдстик», роту «D» покинули пилоты, поскольку их опыт и лётное мастерство требовалось для участия в других запланированных операциях. В частности, операция «Комет» (англ. Operation Comet), также предполагавшая удар coup-de-main для захвата трёх мостов в Нидерландах силами 1-й воздушно-десантной дивизии, требовала уже 18 планёров, поскольку на оборону каждого из мостов выделялось по целой бригаде десантников. Эта задача изначально была запланирована на 8 сентября 1944 года, но позже отложена, а затем и вовсе отменена. Однако её планы в адаптированном виде вылились в Голландскую операцию Союзников, в рамках которой была произведена высадка трёх воздушно-десантных дивизий, хотя тактика coup-de-main при этом не применялась.
Вслед за пилотами, королевские инженеры и взводы роты «B» Оксфордширского и Букингемширского полка вернулись в состав своих «родительских» подразделений. Рота «D» вместе с 6-й воздушно-десантной дивизией участвовала в обороне плацдарма на реке Орн и наступлении к Сене. К 5 сентября 1944 года, когда дивизия была отозвана в Англию, от роты «D» в строю осталось всего 40 человек под командованием единственного уцелевшего офицера — майора Говарда; остальные офицеры, сержанты и унтер-офицеры числились среди потерь.

### Оценки
Командующий союзными ВВС главный маршал авиации сэр Траффорд Ли-Мэллори так оценивал мастерство пилотов планёров «Хорса» в этой операции:

Это было одно из наиболее выдающихся лётных достижений войны.Оригинальный текст (англ.)It was one of the most outstanding flying achievements of the war.— 

### Потери сторон
В штурме мостов участвовал 181 военнослужащий (139 десантников, 30 инженеров и 12 пилотов), из них двое были убиты и 14 человек ранены. Потери 7-го парашютного батальона в ходе обороны мостов сводятся к 18 погибшим и 36 раненым.
Потери вермахта в живой силе в ходе ночного штурма мостов и дальнейших попыток их отбить в течение дня 6 июня неизвестны. 14 немецких танков были подбиты во время операции «Дэдстик»; первый из них ночью, а остальные 13 днём. Кроме того, немцы потеряли один боевой катер в Канском канале.

### Награды и воинские почести
Майор Говард был награждён орденом «За выдающиеся заслуги», который в полевой обстановке ему вручил генерал Бернард Монтгомери. Лейтенанты Смит и Свини награждены «Военными крестами», сержант Тронтон и младший капрал Стейcи — «Воинскими медалями». Лейтенант Бразеридж был посмертно «отмечен в донесении». За героическое пилотирование планёров восемь лётчиков были награждены медалями «За выдающиеся лётные заслуги».
Операция «Дэдстик» под символическим названием Pegasus Bridge нанесена на знамя Парашютного полка Великобритании. Согласно традициям британской армии, такие боевые почести оказываются полкам, отличившимся (преимущественно победившим) в той или иной военной кампании.

## Память

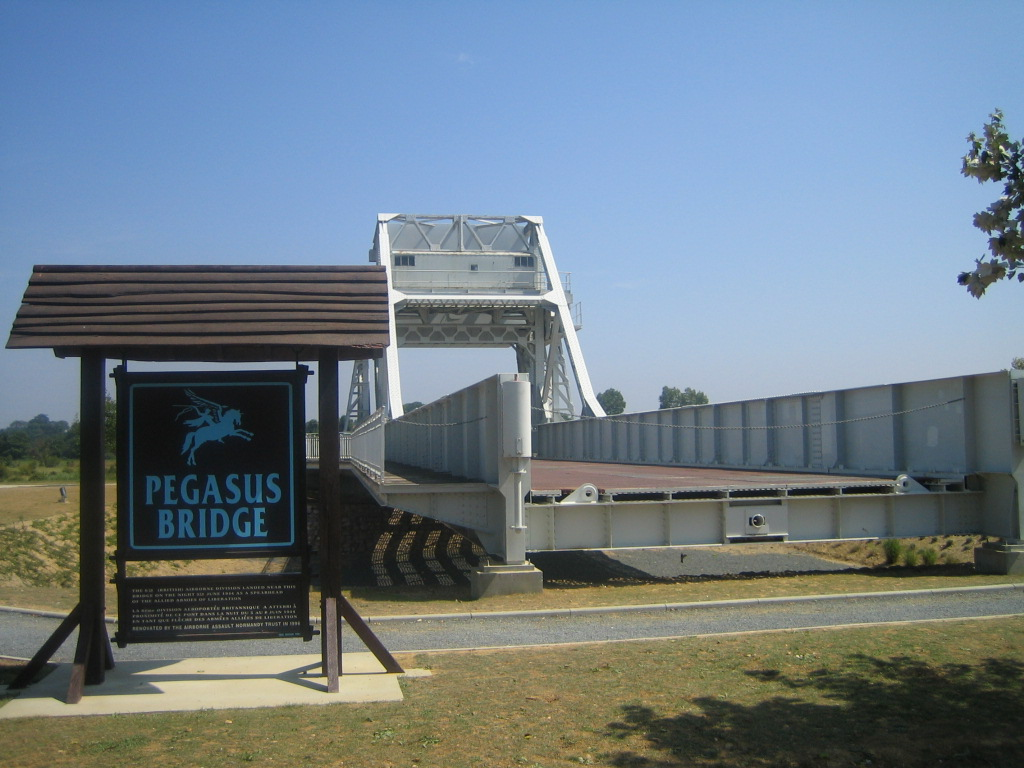
Старая конструкция моста Пегас — часть экспозиции.

26 июня 1944 года Бенувильский мост получил новое имя — Pegasus Bridge с англ. — «мост Пегас», в честь британских десантников, носивших в годы Второй мировой войны на плече эмблему с изображением Беллерофонта верхом на мифическом крылатом коне. В 1994 году конструкция моста была полностью заменена аналогичной новой, с удлинённым подвижным пролётом, что позволило проводить по каналу более крупные суда. Старая же стала частью экспозиции открывшегося неподалёку мемориала «Пегас», посвящённого 6-й воздушно-десантной дивизии и, в особенности, операции «Дэдстик».
В июне 1989 года Ранвильский мост был официально переименован в честь планёров, доставивших десант — Horsa Bridge с англ. — «мост Хорса». Участок национальной автодороги N 814 между мостами теперь носит имя Esplanade Major John Howard с фр. — «эспланада майора Джона Говарда». Находящееся в 20 метрах от моста Пегас кафе Гондре после войны стало излюбленным местом сбора британских ветеранов высадки в Нормандии. Его здание официально считается, несмотря на возражения некоторых современных исследователей, первым освобождённым на континентальной территории Франции. В 1954 году на нём была установлена памятная табличка об этом событии, а в 1987 году оно получило статус исторического памятника.
Оригинальный макет местности вокруг мостов, который майор Говард использовал для инструктажа десантников перед операцией, представлен в экспозиции «Воздушно-десантное нападение: музей парашютного полка и воздушно-десантных войск» (англ. Airborne Assault: The Museum of The Parachute Regiment and Airborne Forces), находящейся в Имперском военном музее в Даксфорде.

## В литературе и кинематографе
В 1959 году американский писатель Корнелиус Райэн опубликовал книгу «Самый длинный день» (англ. The Longest Day), подробно рассказывающую историю первых суток высадки Союзников в Нормандии (так называемого Дня «Д», англ. D-Day), основанную как на документах, так и интервью автора с более чем 300 участниками событий со всех воюющих сторон. Книга включает в себя детальное описание операции «Дэдстик». В 1962 году книга была экранизирована на киностудии 20th Century Fox под тем же названием, со множеством звёзд в главных ролях. Майора Джона Говарда в ней сыграл британский актёр Ричард Тодд, который сам участвовал в операции «Дэдстик». 6 июня 1944 года он, будучи капитаном 7-го парашютного батальона, был десантирован в районе мостов и помогал майору Говарду оборонять их. Фильм «Самый длинный день» завоевал множество кинонаград, в том числе две премии «Оскар» в 1963 году — за лучшую чёрно-белую операторскую работу и лучшие спецэффекты.

## Комментарии
1. ↑  Войскам предписывалось устанавливать около 1000 таких кольев на 1 кв. км, при этом их вершины часто соединялись колючей проволокой, а на каждой третьей была установлена мина или ручная граната[12]. В некоторых местах вместо брёвен использовались стальные рельсы[13].
2. ↑  Все пилоты планёров были унтер-офицерами в звании, по меньшей мере, сержанта.
3. ↑  По версии американского историка Стивена Эдварда Эмброуза[англ.][41].
4. ↑  Данные о точном времени высадки авианаводчиков в источниках разнятся. Так Стивен Эмброуз указывает 00:19, а Кен Форд и Стивен Залога считают, что они приземлились в 00:15, раньше чем рота «D»[54]. Документ британского министерства обороны утверждает, что мосты были взяты в 00:22, одновременно с покиданием авианаводчиками из самолётов[55].
5. ↑  Полковник Ганс фон Люк пережил войну и в 1989 году опубликовал мемуары, в которых сообщал, что в 1960-х годах они встречались во Франции и даже подружились с майором Джоном Говардом[56].
6. ↑  Форма официального поощрения за храбрость или иные выдающиеся воинские заслуги в вооружённых силах Великобритании и стран Содружества, Франции и США.
7. ↑  Историк Норбер Ужеде (фр. Norbert Hugedé) в своей книге, посвящённой операции «Дэдстик», утверждает, что ещё во время ночного боя британские десантники взяли под свой контроль дом напротив кафе, принадлежавший некоему Луи Пико (фр. Louis Picot), тогда как дом «Гондре» открыл свои двери только ранним утром 6 июня[72].

### Книги
- Ferguson, Gregor. The Paras 1940—84 :  [англ.]. — Oxford United Kingdom : Osprey Publishing, 1984. — (Elite series ; vol. I). — ISBN 0-85045-573-1.
- Ambrose, Stephen E. Pegasus Bridge : June 6, 1944 :  [англ.]. — London : Simon and Schuster, 2013. — P. 208. — ISBN 978-1-4391-2667-7.
- Ambrose, Stephen E. Pegasus Bridge : D-Day: the Daring British Airborne Raid :  [англ.]. — London : Pocket Books, 2003. — P. 233. — ISBN 978-0-7434-5068-3.
- Fowler, Will. Pegasus Bridge : Benouville D-Day 1944 :  [англ.]. — Oxford United Kingdom : Osprey, 2010. — P. 64. — (Raid). — ISBN 1-84603-848-0.
- Tugwell, Maurice. Airborne to battle : a History of Airborne Warfare, 1918–1971 :  [англ.]. — London : Kimber, 1971. — ISBN 0-7183-0262-1.
- Peters, Mike. Glider Pilots at Arnhem :  [англ.] / Mike Peters, Luuk Buist. — Barnsley : Pen & Sword Books, 2009. — ISBN 1844157636.
- Ford, Ken. Overlord : the D-Day Landings :  [англ.] / Ken Ford, Steven Zaloga. — Oxford United Kingdom : Osprey Publishing, 2009. — ISBN 978-1-84603-424-4.
- Ford, Ken. D-Day 1944 : Sword Beach & British Airborne Landings :  [англ.]. — Oxford United Kingdom : Osprey, 2002. — Vol. III. — (Campaign). — ISBN 1-84176-366-7.
- Masters, Charles J. Glidermen of Neptune : the American D-Day glider attack :  [англ.]. — USA : Southern Illinois University Press, 1995. — ISBN 0-8093-2008-8.
- Morison, Samuel Eliot. History of United States Naval Operations in World War II :  [англ.]. — USA : University of Illinois Press, 2002. — Vol. 11 : The Invasion of France and Germany, 1944–1945. — ISBN 0-252-07062-3.
- Mitcham, Samuel W. German Order of Battle : Panzer, Panzer Grenadier, and Waffen SS Divisions in World War II :  [англ.]. — Mechanicsburg, Pennsylvania : Stackpole Books, 2007. — Vol. III. — (Stackpole Military History). — ISBN 0-8117-3438-2.
- Beevor, Antony. D-Day : The Battle for Normandy :  [англ.]. — New York : Viking, 2009. — ISBN 978-0-670-02119-2.
- Whitmarsh, Andrew. D-Day in Photographs :  [англ.]. — Stroud : History Press, 2009. — ISBN 978-0-7524-5095-7.
- Guard, Julie. Airborne : World War II Paratroopers in Combat. — Oxford United Kingdom : Osprey, 2007. — ISBN 1-84603-196-6.
- Hugedé, Norbert. Le commando du pont Pégase :  [фр.]. — Paris : France Empire, 1991. — 178 p. — ISBN 9782704804290.
- Gale, General Sir Richard Nelson. With the 6th Airborne Division in Normandy :  [англ.]. — Great Missenden, Buckinghamshire : Sampson Low, Marston & Co, 1948. — OCLC 4447265.
- Hall, Anthony. Operation Overlord D-Day Day by Day :  [англ.]. — Hoo : Grange Books, 2003. — ISBN 1-84013-592-1.
- von Luck, Hans. Panzer Commander : The Memoirs of Colonel Hans Von Luck :  [англ.]. — Dell Publishing, 1989. — ISBN 0440208025.
- Griffin, P.D. Encyclopedia of Modern British Army Regiments. — Stroud, England : Sutton Publishing, 2006. — ISBN 0-7509-3929-X.
- Horn, Bernd. Men of Steel : Canadian Paratroopers in Normandy, 1944 :  [англ.]. — Toronto, ON : Dundurn Press Ltd., 2010. — ISBN 978-1-55488-708-8.

### Статьи
- Jim Wallwork :  [англ.] // The Daily Telegraph / Tony Gallagher. — London, 2013. — March. — ISSN 0307-1235.
- Arthur, Max. Obituary: Major John Howard :  [англ.] // The Independent. — London, 1999. — 11 May. — ISSN 0951-9467.
- Last surviving officer from daring World War II Pegasus Bridge operation dies aged 85 :  [англ.] // Daily Mail. — London, 2009. — 1 March. — ISSN 0307-7578.
- Приложение к №36679, с. 4044 (англ.) // London Gazette : newspaper. — London, 1944. — No. 36679. — P. 4044. — ISSN 0374-3721.
- Приложение к №36720, с. 4474 (англ.) // London Gazette : newspaper. — London, 1944. — No. 36720. — P. 4474. — ISSN 0374-3721.
- Приложение к №36753, с. 4792 (англ.) // London Gazette : newspaper. — London, 1944. — No. 36753. — P. 4792. — ISSN 0374-3721.
- Приложение к №37072, с. 2452 (англ.) // London Gazette : newspaper. — London, 1945. — No. 37072. — P. 2452. — ISSN 0374-3721.